# 硬筆
硬筆（こうひつ）とは筆記用具の分類のうち、毛筆の対義語としてボールペン・万年筆・鉛筆など「先の硬い」ペンを指す語。主に書写（習字）の分野で用いられる言葉である。
小学校の教科（国語）内には書写があり、通常1 - 2年生は「硬筆書写」をメインに行い、鉛筆やフェルトペンで各種文字の筆順などを学ぶ。
日常生活で用いる筆記用具をそのまま使う硬筆書写は非常に実用度が高く、ペン習字として子供よりもむしろ社会人や主婦、老人の習い事として定着している。
公的資格試験として硬筆書写技能検定がある。